# Derk Stenvers
Derk Stenvers (Naarden, 5 november 1991) is een Nederlands acteur.
Stenvers begon met acteren bij Jeugdtheaterschool Jeugdpodium in Bussum. In 2008 maakte hij zijn speelfilmdebuut in de telefilm Bloedbroeders. In deze film, die gebaseerd is op de Baarnse moordzaak uit de jaren 60, speelde hij de rol van rijkeluiszoontje Victor van Riebeeck.
Tussen november 2008 en maart 2009 speelde Stenvers in het tweede seizoen van de jeugdserie SpangaS de rol van Koen.

## Film en televisie
- Bloedbroeders (2008)
- Roes (VPRO), als Thijs (2008)
- SpangaS (Zapp, NCRV), als Koen (2008/2009)
- 13 in de oorlog (2009)
- Kasteel Amerongen (2011)